# St. Johannes und Paulus (Oberfarnstädt)

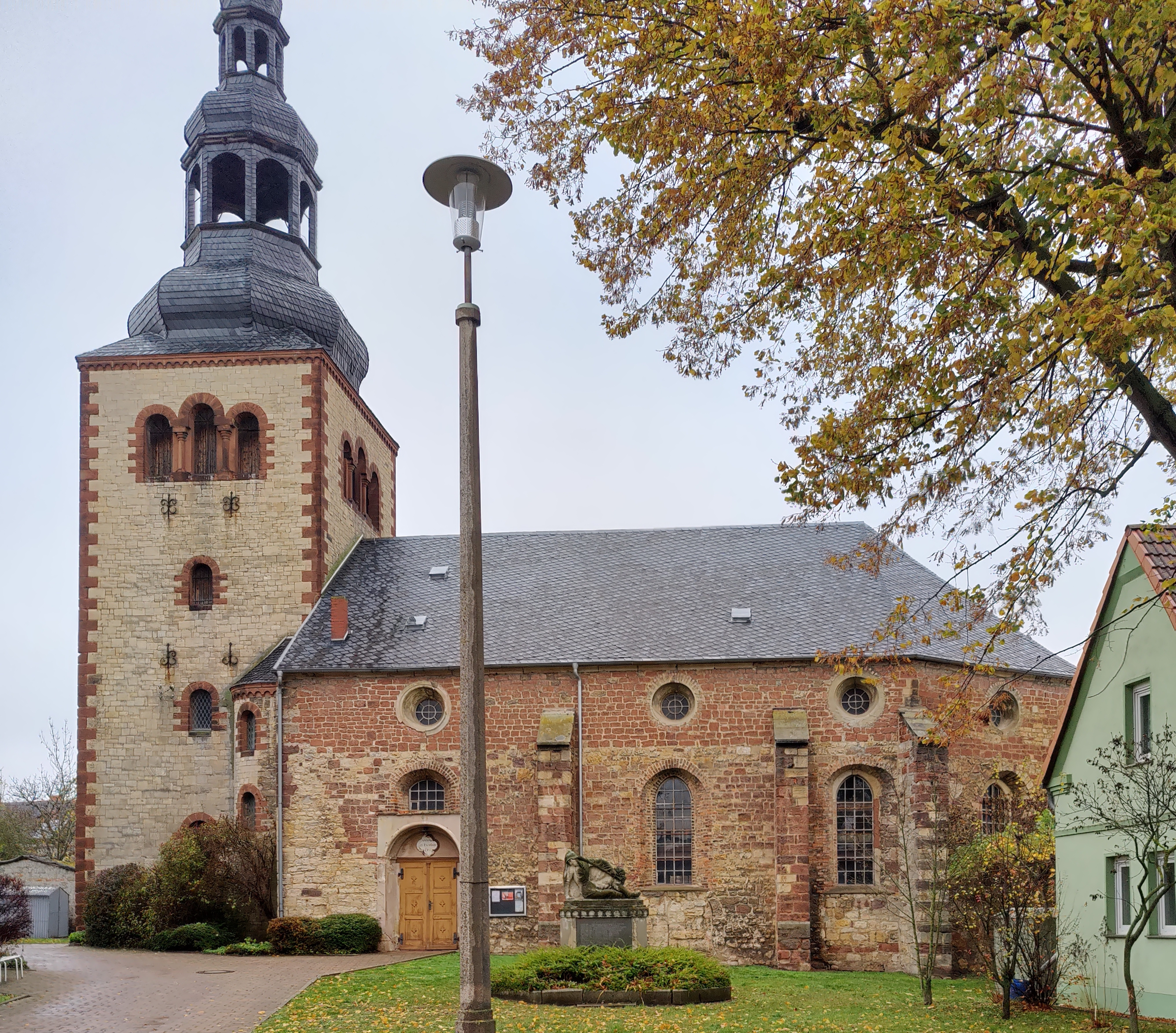
Kirche von Süden aus gesehen

St. Johannes und Paulus ist ein denkmalgeschütztes Kirchengebäude in Oberfarnstädt, einem Ortsteil der Gemeinde Farnstädt im Saalekreis in Sachsen-Anhalt. Im örtlichen Denkmalverzeichnis ist es unter der Erfassungsnummer 094 05906 als Baudenkmal registriert. Das Gotteshaus gehört zum Pfarrbereich (Kirchspiel) Querfurt 2 im Kirchenkreis Merseburg der Evangelischen Kirche in Mitteldeutschland.

## Geschichte
Bereits im 12. Jahrhundert befand sich am heutigen Ort eine erste kleine Kirche im romanischen Stil. Später erfolgte ein gotischer Umbau. 1698 wurde die Kirche umfassend erweitert, 1883 wurde das Kirchenschiff weitgehend neu errichtet. 1884 wurde die Kirche feierlich neu eingeweiht, 1894 wurde eine neue Farbfassung im Innenraum angebracht. 1992 wurde die Kirche umfassend saniert und dabei auch eine neue Wetterfahne auf den Turm aufgesetzt.

## Architektur und Ausstattung
Die Kirche zeigt sich als einschiffiger Saalbau mit Westturm auf quadratischem Grundriss und polygonalem Ostabschluss. Das Kirchenschiff aus Porphyrbruchstein besitzt wie der Turm Eckquaderungen. Der Turm selbst besitzt eine schiefergedeckte welsche Haube samt Laterne. Dezente Strebepfeiler gliedern das Kirchenschiff, dessen Fenster rundbogig sind. Kurz unterhalb des Daches sind runde Fenster angeordnet.
Der Innenraum erhält durch seitliche doppelgeschossige Emporen mit quadratischen Tragepfeilern eine dreischiffige Anmutung. Der Innenraum wird von einer Muldendecke überspannt, die floral bemalt ist. Im Altarraum sind an der hellen Decke Symbole wie das Christusmonogramm, Kelch und Hostie und Lutherrose, umrahmt von floraler Ornamentik, zu sehen. Hinter dem Altar befindet sich ein gotisches Sakramentshäuschen mit Fialenzier und Resten gotischer Bemalung. Der Altar besitzt einen steinernen Altartisch. Der polygonale Kanzelkorb wird von Flügeln mit Figurinen eines einstigen Schnitzaltares flankiert, welcher zu diesem Zweck umgestaltet wurde. Auf dem rechten Flügel befindet sich eine Figur des Hl. Georg. Die Emporen sind mit Zierplaketten mit Bibelworten versehen. Des Weiteren befinden sich im Raum verschiedene steinerne Epitaphe.

## Orgel
Die heutige Orgel steht hinter einem barocken Prospekt einer Vorgängerorgel. Das heutige Instrument wurde 1936 durch Furtwängler & Hammer erbaut. Die Orgel besitzt zwei Manuale und Pedal sowie 22 klingende Stimmen.

## Glocken
Eine erste Glocke ist bereits im 15. Jahrhundert überliefert. 1548 wurde eine neue, große Glocke gegossen, welche 1751 durch zwei Glocken der Gießerei Ulrich aus Laucha ersetzt wurde. 1917 wurden zwei Glocken zu Rüstungszwecken eingezogen.
1921 wurden zwei Eisenglocken durch die Gießerei Ulrich & Weule aus Apolda/Bockenem gegossen, die an geraden Stahljochen im Turm hingen. 1942 wurde die letzte verbleibende Bronzeglocke eingezogen. 1964 schuf die Gießerei Schilling & Lattermann die mittlere Eisenglocke und hing in diesem Zusammenhang alle Glocken an gekröpfte Stahljoche. Noch heute sind die Glocken ausschließlich von Hand zu läuten. Die Zusammenstellung aus Glocken zweier Eisengießereien ist eine regionale Besonderheit, die Glocken erklingen im Fis-Dur-Dreiklang fis′ – ais′ – cis″.